# Mednarodno letališče Oradea
Mednarodno letališče Oradea (IATA: OMR, ICAO: LROD) je mednarodno letališče, ki se nahaja 5 km jugozahodno od Oradee v severozahodni Romuniji, v okrožju Bihor, blizu ene od glavnih cest in meje z Madžarsko. Bližina evropske poti E60 in bodoče avtoceste Transilvanija ter visok turistični potencial županije (vroči izviri Băile Felix, naravno zaščiteno območje Padiş itd.) so v zadnjih dveh letih pripeljali do dvomestne rasti potniškega in tovornega prometa. 
Letališče je od svoje prenove veljalo za konkurenco sorazmerno bližnjima letališčema Debrecen (oddaljeno 82 km na Madžarskem) in Cluj-Napoca (165 km).

## Razvoj in zgodovina
V letu 2009 je okrožje Bihor sklenilo pogodbene svetovalne storitve v zvezi s podaljšanjem vzletno-pristajalne steze, gradnjo tovornega terminala in obnovo potniškega terminala. Letališki terminal je zdaj prenovljen po EU (in schengenskih) standardih in ponuja različne posebne zmogljivosti in sodobne ugodnosti, kot so najem avtomobilov, menjalnice, različne trgovine itd.
Kar zadeva vzletno-pristajalno stezo (in druge povezane objekte), je okrožna komisija Bihor opravila končne pogodbene formalnosti s predstavniki Evropske komisije, saj je ta vrsta infrastrukturnih del upravičena do evropskih sredstev. 7. februarja 2014. je bil podpisan 30 milijonov EUR vreden finančni sporazum za evropska sredstva.
Dela na novi 2.100 m dolgi vzletno-pristajalni stezi, dveh hitrih izhodih in drugih objektih so se začela 20. oktobra 2014. Kar zadeva tovorni prostor, je okrožna komisija Bihor načrtovala sredstva, potrebna za prvi del projekta.
Gradbena dela za posodobitev vzletno-pristajalne steze so bila zaključena 30. oktobra 2015.
Ryanair je z letališča letel v Bergamo, Girono (v oba od marca 2017), Eindhoven, Memmingen, London-Stansted in Weeze (od oktobra 2017), vendar pa je marca 2018 družba napovedala umik z letališča do konca oktobra 2018. To se je zgodilo, kljub trditvam lokalnih uradnikov, da je podjetje prejelo subvencije po predhodni shemi in je imelo odstotek rezervacij več kot 85% ali 95% ter dejstvo, da je letališče imelo bistveno nižje tarife kot druga letališča v regiji.

## Letalske družbe in destinacije
| Letalske družbe    | Destinacije                    |
| ------------------ | ------------------------------ |
| Aegean Airlines    | Rednočarterski leti: Heraklion |
| Air Bucharest      | Rednočarterski leti: Antalya   |
| Star East Airlines | Rednočarterski leti: Hurghada  |
| Anima Wings        | Rednočarterski leti: Antalya   |
| Corendon Airlines  | Rednočarterski leti: Antalya   |
| Jasmin Airways     | Rednočarterski leti: Monastir  |
| TAROM              | Bukarešta                      |

## Druga uporaba

### Vojska
Od aprila 2009 je NATOv center odličnosti v Oradei član mreže Natovih centrov odličnosti (COE). Vsa letala, ki sodelujejo v Natovem centru odličnosti v Oradei, uporabljajo mednarodno letališče Oradea.

### Zračni rešilec
Na mednarodnem letališču Oradea ima sedež helikopter MEDIVAC. Upravlja ga urgentna služba bolnišnice Pelikan. Služi za reševalne službe okrožja Bihor, Sălaj, Satu Mare, Maramureș in Arad. Letalska reševalna vozila prevažajo osebe do travmatičnih centrov stopnje I, ki se nahajajo v Bukarešti.

## Nesreče in nezgode
- 4. februarja 1970 je Antonov 24B, ki ga je upravljal TAROM, strmoglavil v gore v bližini Oradeje, s prihoda z mednarodnega letališča Henri Coandă, ki se nahaja v Bukarešti[17]
- 27. maja 1971 so po odhodu iz Oradeje ugrabili letalo Ilyushin 14, ki ga je upravljal TAROM. Ugrabitelji so zahtevali odhod v Avstrijo, kjer so se nato predali[18]
- 20. septembra 1994 je bil v vzletni nesreči v Oradei uničen Antonov An-26 romunskih letalskih sil, registracije 508. Med vzletanjem je letalski inženir (študent) pred ukazom kapitana umaknil pristajalno opremo[19]
- 16. januarja 2009 je bil Gulfstream G200, ki ga je upravljal Ion Ţiriac Air, poškodovan, potem ko je prekoračil vzletno-pristajalno stezo. Letalo je utrpelo poškodbe nosu, pri čemer se je zlomilo pristajalno ogrodje. Poročali so, da je vseh 12 potnikov preživelo in ni bilo poškodovanih. Letalo se je ustavilo ob ograji, ki obdaja letališče[20]

## Kopenski prevoz
Oradea Transport Local nudi avtobusni prevoz (št. 28) med mednarodnim letališčem Oradea in središčem mesta Oradea. Cena vozovnice je 6 RON. Vozni red te poti je prilagojen prihodom in odhodom letov. Na voljo so tudi taksiji. Cena vožnje do središča mesta je približno 30 RON.

## Statistika
| Leto | Št. potnikov | Letna sprememba |
| ---- | ------------ | --------------- |
| 2008 | 38.843       | Stagnacija      |
| 2009 | 41.692       | 7,3%            |
| 2010 | 36.477       | 12,5%           |
| 2011 | Stagnacija   | Stagnacija      |
| 2012 | 40.357       | Rast            |
| 2013 | 39.440       | 2,2%            |
| 2014 | 36.501       | 7,4%            |
| 2015 | 8.118        | 77,7%           |
| 2016 | 41.867       | 415,7%          |
| 2017 | 162.902      | 289,1%          |
| 2018 | 220.012      | 35,1%           |